# Alimpești
Alimpești – wieś w Rumunii, w okręgu Gorj, w gminie Alimpești. W 2011 roku liczyła 516 mieszkańców.